# Delta Librae
Delta Librae (Zuben Elakribi, Mulu-lizi, 19 Librae) é uma estrela na direção da constelação de Libra. Possui uma ascensão reta de 15h 00m 58.39s e uma declinação de −08° 31′ 08.2″. Sua magnitude aparente é igual a 4.91. Considerando sua distância de 304 anos-luz em relação à Terra, sua magnitude absoluta é igual a 0.06. Pertence à classe espectral B9.5V. É uma estrela variável algol.